# Relaciones Argelia-Ucrania
Argelia reconoció la independencia de Ucrania en 1992. Las relaciones diplomáticas se establecieron en 1993.
Argelia tiene una embajada en Kiev y Ucrania tiene una embajada en Argel (inaugurada en 1999).

## Historia
Argelia reconoció la independencia de Ucrania en 1992. Las relaciones diplomáticas se establecieron en 1993. Luego, entre 1993 y 1994, se firmaron acuerdos militares y comerciales entre los dos países.
Siendo la Unión Soviética uno de los principales partidarios de la independencia de Argelia, las conexiones económicas entre la Ucrania soviética y Argelia fueron bastante significativas, ya que una gran parte de las industrias soviéticas (en particular, de la industria aeroespacial), así como el principal puerto de Odesa estaban ubicados en esa república. Después de que Ucrania declarara su independencia, continuaron las conexiones económicas entre los dos países, siendo Argelia y Egipto, a principios de la década del 2000, los dos socios comerciales más importantes de Ucrania en la región de África y Oriente Medio.
Los contactos políticos entre los dos países retrasaron el desarrollo de los contactos económicos. No fue hasta 2002 que el ministro de Relaciones Exteriores de Ucrania, Anatoliy Zlenko, visitó Argelia por primera vez. Como señalaron los analistas ucranianos en ese momento, una de las prioridades de Ucrania en el desarrollo de sus relaciones con los países del norte de África en ese momento era ampliar el espectro de las relaciones económicas: pasar de exportar metales, productos químicos y productos alimenticios a vender aviones civiles y militares y otros productos de alta tecnología. Ese mismo año tuvo lugar en Argelia una exposición de productos ucranianos, Argelia-Ucrania 2002, y se firmó un tratado fiscal.
En 2007 se alcanzó un acuerdo bilateral sobre cooperación en el uso pacífico del espacio ultraterrestre.
En 2008, aprovechando la gran «base instalada» de equipos de fabricación soviética (es decir, a menudo producidos en Ucrania) utilizados por el ejército argelino, Ucrania llegó a un acuerdo con Argelia sobre la prestación de servicios de mantenimiento, reparación y actualización. El acuerdo, que también preveía el intercambio de agregados militares, fue firmado por los ministros de defensa de los dos países durante la visita del ministro de Defensa ucraniano, Yuriy Yekhanurov, a Argelia. Según los informes de prensa, se informó que los altos funcionarios argelinos que visitaban Ucrania estaban particularmente interesados en visitar las empresas aeroespaciales ucranianas (como Antonov y Luch) y la planta de reparación de vehículos blindados en Kiev.
En febrero de 2023, Argelia reabrió su embajada en Kiev después de haber sido cerrada debido a la invasión rusa de Ucrania en 2022.

## Comercio
El volumen total de comercio entre los dos países alcanzó los 355 millones de dólares estadounidenses en 2003. Eso incluía al menos una cierta cantidad de comercio de armas. Por ejemplo, se informó que en 2003 Ucrania vendió a Argelia 5 cazas Mikoyan MiG-29 y 16 helicópteros Mil Mi-24, recomprando algunos viejos Mikoyan-Gurevich MiG-21.
El comercio de Ucrania con Argelia en 2009 tuvo un valor de 300 millones de dólares, aunque en los últimos años el comercio entre Ucrania y Argelia ha disminuido.